# Эстигаррибиа, Карлос
Ка́рлос Сеси́лио Эстигарри́биа (исп. Carlos Cecilio Estigarribia; род. 21 ноября 1974, Луке, Сентраль, Парагвай) — парагвайский футболист, выступавший на позиции полузащитника.

## Биография
Карлос Эстигаррибиа — воспитанник футбольной академии клуба «Спортиво Лукеньо», за основной состав которого он дебютировал в 1996 году. В эту команду за свою карьеру он возвращался трижды. Впервые Эстигаррибиа уехал из «Спортиво Лукеньо» в бразильский «Флуминенсе» во второй половине 1998 года. Это был худший период в истории одного из грандов футбола Рио-де-Жанейро — команда по итогам прошлого сезона вылетела в Серию B, где ей предстояло сыграть в одной из групп в августе-октябре. Однако даже такой «щадящий» календарь не помог «трёхцветным» — заняв предпоследнее место в группе, они вылетели в Серию C. Президент клуба объявил, что разрывает контракты со всеми футболистами и никто из них не будет играть в третьем эшелоне чемпионата Бразилии. Эстигаррибиа вернулся на родину без денег.
Успешно отыграв за «Спортиво Лукеньо» ещё полтора сезона, Карлос принял предложение аргентинского «Индепендьенте», но за сезон он провёл лишь 4 матча в чемпионате, забив 1 гол. В 2001 году «Охотник» вернулся в родную команду и после блестяще проведённой первой части чемпиона был куплен самым титулованным парагвайским клубом — «Олимпией». В следующем году Эстигаррибиа завоевал с «чёрно-белыми» Кубок Либертадорес, который стал единственным крупным трофеем в карьере футболиста.
Начиная с 2003 года Карлос стал часто менять клубы, нигде долго не задерживаясь. В 2005 году вылетел с «Хенераль Кабальеро» из Примеры (впрочем, это было первое выступление клуба в Примере с 1989 года). Завершал карьеру футболиста в 2006—2007 гг. в «Рубио Нью», который на тот момент выступал во Втором дивизионе чемпионата Парагвая.
В 1996 году Карлос Эстигаррибиа провёл три матча за Олимпийскую сборную Парагвая — все три матча «альбирроха» проиграла: 1:3 — Бразилии, 2:3 — Уругваю, 1:4 — Боливии.
В 1999 году Эстигаррибиа сыграл четыре матча за основную сборную Парагвая. В последнем матче 22 апреля за сборную он вышел на замену на 39-й минуте в товарищеском матче против сборной Колумбии. В трёх первых своих матчах Эстигаррибиа неизменно выходил в стартовом составе. Был в заявке на домашнем Кубке Америки 1999, но на поле не выходил.

## Игры за сборную
| Матчи и голы Карлоса Эстигаррибиа за сборную Парагвая | Матчи и голы Карлоса Эстигаррибиа за сборную Парагвая | Матчи и голы Карлоса Эстигаррибиа за сборную Парагвая | Матчи и голы Карлоса Эстигаррибиа за сборную Парагвая | Матчи и голы Карлоса Эстигаррибиа за сборную Парагвая | Матчи и голы Карлоса Эстигаррибиа за сборную Парагвая | Матчи и голы Карлоса Эстигаррибиа за сборную Парагвая |
| #                                                     | Дата                                                  | Место проведения                                      | Соперник                                              | Счёт                                                  | Соревнование                                          | Голы                                                  |
| ----------------------------------------------------- | ----------------------------------------------------- | ----------------------------------------------------- | ----------------------------------------------------- | ----------------------------------------------------- | ----------------------------------------------------- | ----------------------------------------------------- |
| 1999                                                  |                                                       |                                                       |                                                       |                                                       |                                                       |                                                       |
| 1                                                     | 3 марта                                               | Национальный стадион Матео Флорес, Гватемала          | Гватемала                                             | 3:2                                                   | Товарищеский матч (Copa Paz)                          |                                                       |
| 2                                                     | 5 марта                                               | Национальный стадион Матео Флорес, Гватемала          | Ямайка                                                | 3:1                                                   | Товарищеский матч (Copa Paz)                          |                                                       |
| 3                                                     | 7 марта                                               | Национальный стадион Матео Флорес, Гватемала          | Боливия                                               | 3:0                                                   | Товарищеский матч (Copa Paz)                          |                                                       |
| 4                                                     | 22 апреля                                             | Фелисиано Касерес, Луке                               | Колумбия                                              | 0:2                                                   | Товарищеский матч                                     |                                                       |

Итого: 4 матча/0 голов; 3 победы, 1 поражение.

## Титулы и достижения
- Победитель Кубка Либертадорес: 2002